# Metropolregion Belo Horizonte
Die Metropolregion Belo Horizonte, portugiesisch Região Metropolitana de Belo Horizonte (RMBH), international auch als Greater Belo Horizonte bekannt, ist eine Metropolregion im brasilianischen Bundesstaat Minas Gerais. Sie wurde am 8. Juni 1973 per Gesetz eingerichtet und hat ihren Sitz in der Stadt Belo Horizonte. Sie besteht aus 34 Städten, die die eigentliche Metropolregion bilden. Weitere 16 Gemeinden bilden um die Region herum einen Städtegürtel (portugiesisch Colar Metropolitano).
In der Metropolregion lebten zum 1. Juli 2018 geschätzt 5.313.480 Einwohner auf einer Fläche von 9471,7 km², im umliegenden Gürtel oder der Kette von Gemeinden weitere 602.709 Einwohner auf einer Fläche von 5507,4 km². Insgesamt ergibt sich für die großstädtische Raumplanung ein Einzugsbereich von 5.916.189 Einwohnern und eine Fläche von 14.979,1 km². Sie steht an dritter Stelle der 74 brasilianischen Metropolregionen (Stand 2018). 
Sie ist keine Gebietskörperschaft, in die Volksvertreter direkt gewählt werden können. Grundlegendes Organ ist die Assembleia Metropolitana (deutsch etwa Metropolversammlung), bestehend aus vier Vertretern der Regierungsexekutive, einem Vertreter der Legislative des Bundesstaates sowie den je 34 Stadtpräfekten (Bürgermeistern) und Präsidenten der Stadträte. 

## Demografie
| #                                            | Gemeinde der Metropolregion                  | Schätzung 2018                               | Fläche (km²)                                 | #                                | Gemeinde des Metropolgürtels     | Schätzung 2018                   | Fläche (km²)                     |
| -------------------------------------------- | -------------------------------------------- | -------------------------------------------- | -------------------------------------------- | -------------------------------- | -------------------------------- | -------------------------------- | -------------------------------- |
|                                              |                                              |                                              |                                              |                                  |                                  |                                  |                                  |
| 1                                            | Baldim                                       | 7.851                                        | 556,3                                        | a                                | Barão de Cocais                  | 32.319                           | 340,6                            |
| 2                                            | Belo Horizonte                               | 2.501.576                                    | 331,4                                        | b                                | Belo Vale                        | 7.710                            | 365,9                            |
| 3                                            | Betim                                        | 432.575                                      | 343,7                                        | c                                | Bom Jesus do Amparo              | 6.031                            | 195,6                            |
| 4                                            | Brumadinho                                   | 39.520                                       | 639,4                                        | d                                | Bonfim                           | 6.876                            | 301,9                            |
| 5                                            | Caeté                                        | 44.377                                       | 542,6                                        | e                                | Fortuna de Minas                 | 2.927                            | 198,7                            |
| 6                                            | Capim Branco                                 | 9.679                                        | 95,3                                         | f                                | Funilândia                       | 4.304                            | 199,8                            |
| 7                                            | Confins                                      | 6.657                                        | 42,4                                         | g                                | Inhaúma                          | 6.228                            | 245,0                            |
| 8                                            | Contagem                                     | 659.070                                      | 195,3                                        | h                                | Itabirito                        | 51.281                           | 542,6                            |
| 9                                            | Esmeraldas                                   | 70.200                                       | 909,5                                        | i                                | Itaúna                           | 92.561                           | 495,8                            |
| 10                                           | Florestal                                    | 7.386                                        | 191,4                                        | j                                | Moeda                            | 4.904                            | 155,1                            |
| 11                                           | Ibirité                                      | 179.015                                      | 72,6                                         | k                                | Pará de Minas                    | 93.101                           | 551,2                            |
| 12                                           | Igarapé                                      | 42.246                                       | 110,3                                        | l                                | Prudente de Morais               | 10.629                           | 124,2                            |
| 13                                           | Itaguara                                     | 13.278                                       | 410,5                                        | m                                | Santa Bárbara                    | 30.807                           | 684,1                            |
| 14                                           | Itatiaiuçu                                   | 11.037                                       | 295,1                                        | n                                | São Gonçalo do Rio Abaixo        | 10.818                           | 363,8                            |
| 15                                           | Jaboticatubas                                | 19.858                                       | 1.115,0                                      | o                                | São José da Varginha             | 4.927                            | 205,5                            |
| 16                                           | Juatuba                                      | 26.484                                       | 99,5                                         | p                                | Sete Lagoas                      | 237.286                          | 537,6                            |
|                                              |                                              |                                              |                                              | Metropolgürtel gesamt            | Metropolgürtel gesamt            | 602.709                          | 5.507,4                          |
| 17                                           | Lagoa Santa                                  | 63.359                                       | 229,3                                        |                                  |                                  |                                  |                                  |
| 18                                           | Mário Campos                                 | 15.207                                       | 35,2                                         |                                  |                                  |                                  |                                  |
| 19                                           | Mateus Leme                                  | 30.798                                       | 302,7                                        |                                  |                                  |                                  |                                  |
| 20                                           | Matozinhos                                   | 37.473                                       | 252,3                                        |                                  |                                  |                                  |                                  |
| 21                                           | Nova Lima                                    | 93.577                                       | 429,0                                        |                                  |                                  |                                  |                                  |
| 22                                           | Nova União                                   | 5.718                                        | 171,5                                        |                                  |                                  |                                  |                                  |
| 23                                           | Pedro Leopoldo                               | 63.789                                       | 292,9                                        |                                  |                                  |                                  |                                  |
| 24                                           | Raposos                                      | 16.277                                       | 72,2                                         |                                  |                                  |                                  |                                  |
| 25                                           | Ribeirão das Neves                           | 331.045                                      | 155,5                                        |                                  |                                  |                                  |                                  |
| 26                                           | Rio Acima                                    | 10.203                                       | 229,8                                        |                                  |                                  |                                  |                                  |
| 27                                           | Rio Manso                                    | 5.783                                        | 231,5                                        |                                  |                                  |                                  |                                  |
| 28                                           | Sabará                                       | 135.421                                      | 302,2                                        |                                  |                                  |                                  |                                  |
| 29                                           | Santa Luzia                                  | 218.147                                      | 235,3                                        |                                  |                                  |                                  |                                  |
| 30                                           | São Joaquim de Bicas                         | 30.989                                       | 71,6                                         |                                  |                                  |                                  |                                  |
| 31                                           | São José da Lapa                             | 23.385                                       | 47,9                                         |                                  |                                  |                                  |                                  |
| 32                                           | Sarzedo                                      | 32.069                                       | 62,1                                         |                                  |                                  |                                  |                                  |
| 33                                           | Taquaraçu de Minas                           | 4.055                                        | 329,2                                        |                                  |                                  |                                  |                                  |
| 34                                           | Vespasiano                                   | 125.376                                      | 71,2                                         |                                  |                                  |                                  |                                  |
| Metropolregion gesamt                        | Metropolregion gesamt                        | 5.313.480                                    | 9.471,7                                      |                                  |                                  |                                  |                                  |
| Gesamteinwohnerzahl 2018 (Region und Gürtel) | Gesamteinwohnerzahl 2018 (Region und Gürtel) | Gesamteinwohnerzahl 2018 (Region und Gürtel) | Gesamteinwohnerzahl 2018 (Region und Gürtel) | Gesamtfläche (Region und Gürtel) | Gesamtfläche (Region und Gürtel) | Gesamtfläche (Region und Gürtel) | Gesamtfläche (Region und Gürtel) |
| 5.916.189                                    | 5.916.189                                    | 5.916.189                                    | 5.916.189                                    | 14.979,1 km²                     | 14.979,1 km²                     | 14.979,1 km²                     | 14.979,1 km²                     |